# Lamprosema similis
Lamprosema similis là một loài bướm đêm trong họ Crambidae.